# Luka Lenzin
Luka Lenzin (* 1980 in Baden als Martina Lenzin) ist eine Schweizer nichtbinäre Person, die durch Comic-Veröffentlichungen und Musik bekannt wurde.

## Leben und Werk
Luka Lenzin wuchs in Baden in der Schweiz auf. Lenzin begann ein Studium in Luzern, nach dem Umzug nach Hamburg studierte Lenzin Illustration an der Hochschule für Angewandte Wissenschaften Hamburg bei Anke Feuchtenberger. Seitdem veröffentlichte Lenzin verschiedene Beiträge in Anthologien wie Orang und Testcard. Lenzin trug unter anderem eine Geschichte zur siebten Ausgabe von Orang bei, die 2009 mit dem ICOM Independent Comic Sonderpreis für eine bemerkenswerte Comicpublikation ausgezeichnet wurde.
Gemeinsam mit Marlene Krause entstand die eigene Comic-Anthologie Two Fast Colour, von der zwischen 2007 und 2011 vier Ausgaben im Selbstverlag erschienen sind. Die erste Ausgabe des Hamburger Comicmagazins ist eine in zwei Monaten kopierte Zusammenstellung von Zeichnungen verschiedener, auch internationaler Künstler. Die dritte Ausgabe mit einer Auflage von 200 Exemplaren besteht aus zwei Heften, die von einem gemeinsamen Schutzumschlag zusammengehalten werden. Der Schutzumschlag kann zu einem Poster auseinander gefaltet werden. Unter den Comic-Künstlern, die Geschichten und Zeichnungen zu Two Fast Colour beisteuerten, befinden sich zum Beispiel Teppei Ando, Anne-Charlotte Gauthier, Jul Gordon, Anna Haifisch, Kati Rickenbach und Alice Socal.
Deim Comicdebüt rpm handelt es sich gleichzeitig um die Diplomarbeit von Lenzin, die Reprodukt im Jahr 2011 veröffentlichte. Lenzin arbeitete drei Jahre lang an dem Debüt und beschäftigt sich darin mit der eigenen Leidenschaft für Musik. Der Comic erzählt die fiktive Biografie von Tin, der im England der frühen 1980er Jahre über seine Fanzine-Sammlung an die ebenfalls erfundene Band „The Does“ gerät. Schliesslich gründet er ein unabhängiges Label, um die Musik seiner Lieblingsband eigenhändig veröffentlichen zu können. Lenzin erzählt die Geschichte mit Hilfe von Rückblenden, eine junge Reporterin interviewt die gealterten Protagonisten. In der Graphic Novel analysiert Lenzin die Post-Punk-Ära und reflektiert, wie politisch die heutige Popkultur im Vergleich ist.
Im Jahr 2022 erschien der Comic Nadel und Folie, ebenfalls bei Reprodukt. Als Inspiration für diese Veröffentlichung diente Lenzins Arbeit als Hilfskraft in einer Hamburger Drogenberatungsstelle. Dabei kommen nicht nur persönliche Geschichten zum Tragen, Lenzin setzt sich auch mit der deutschen Drogenpolitik und deren Historie auseinander.
Lenzin macht ebenfalls Musik, unter anderem in der Pop-Band Honeyheads zwischen 2006 und 2013, und den Rock-Bands plastiq sowie TWISK und übernimmt dort beispielsweise den Gesang, spielt Bass, Gitarre sowie Synthesizer. Unter dem Pseudonym Emol widmet sich Lenzin experimenteller Musik.
Lenzin lebt und arbeitet in Hamburg.

## Veröffentlichungen (Auswahl)

### Comics
- Parolen aus der Stadt. Abenteuer eines Wolfes. Edisode 1 zusammen mit Sascha Hommer. In testcard #22: Fleisch, 2007, ISBN 978-3-931555-21-4.
- Old friends zusammen mit Christian Maiwald. In Orang 7, Reprodukt, 2008, ISBN 978-3-938511-92-3.
- rpm. Reprodukt, 2011, ISBN 978-3-941099-46-3.
- Black. In Orang X, Reprodukt, 2013, ISBN 978-3-943143-48-5.
- Parolen aus der Stadt. Abenteuer eines Wolfes. Episode 4 zusammen mit Sascha Hommer. In testcard #25: Kritik, 2017, ISBN 978-3-931555-24-5.
- Nadel und Folie. Reprodukt, 2022, ISBN 978-3-95640-333-0.

### Musik

#### Als Emol
- Friends. Av4t4rs, 2022.

#### Mit Honeyheads
- Trivia About. Marsh-Marigold, 2011.
- Live At Wimbledon. All Rock’n’Roll Speeds Up Records, 2013.

#### Mit plastiq
- Interstation. Gandula, 2021

#### Mit Twisk
- Too. Bloody Hands Ltd., 2014.
- Intimate Polity. Bloody Hands Ltd., 2021.

## Rezeption
Zu dem von Lenzin mitherausgegebenen Fanzine Two Fast Colour schreibt Annika Stenzel in Die Tageszeitung, die Veröffentlichung könne zwar nicht mit der Professionalität anderer Magazine wie Orang mithalten, die Redaktion setze mit ihrem kreativen Chaos aber dennoch positive Akzente in der Hamburger Comicszene.
Insbesondere Lenzins erstes Comicalbum rpm wurde positiv von Kritikern besprochen. Sven Jachmann urteilt in Der Tagesspiegel, Lenzin gelinge es durch den Entwurf eines erfundenen Idealtypus, eine „vergangene Ära zu beschreiben, ohne sie endgültig zu historisieren“. Auf diese Weise entstehe ein authentisches Bild der Post-Punk-Ära, „ihrer Ambitionen und ihrer unvermeidlichen Ankunft im Mainstream“. Ein schöneres Fazit einer vergangenen Ära lasse sich kaum wünschen.
Bezüglich Nadel und Folie hält Benno Schirrmeister in Die Tageszeitung fest, das Werk sei „notwendig und schonungslos“, beweise aber auch immer wieder einen „klugen Humor“. Die humorvollen Aspekte zeigten sich schon im Titel, was „fürs Schneiderhandwerk Nadel und Faden sind eben Spritzenkanüle […] und die Alufolie für den Drogenkonsum“. Insgesamt sei der Comic ein „fulminanter Appell“  für die Legalisierung und Normalisierung von Drogenkonsum.